# دومنیک میکتری
دومنیک میکتری (به انگلیسی: Dominik Meichtry) (زادهٔ ۱۸ نوامبر ۱۹۸۴) شناگر اهل سوئیس است.